# واترشیپ دون (مجموعه تلویزیونی)
واترشیپ دَون (انگلیسی: Watership Down) یک مجموعه تلویزیونی انیمیشن فانتزی کودکان است که از رمانی به همین نام در سال ۱۹۷۲ توسط ریچارد آدامز اقتباس شده است. این دومین اقتباس از این رمان، پس از فیلم ۱۹۷۸ است. این مجموعه توسط ال‌تایم انترتیمنت انگلستان تولید شده است. این سریال با مشارکت صندوق تلویزیون کانادا، اعتبار مالیاتی تولید فیلم یا ویدیوی کانادا و اعتبار مالیاتی فیلم و تلویزیون انتاریو از دولت انتاریو تولید می‌شود.
واترشیپ دون به مدت ۳۹ قسمت و سه فصل از سپتامبر ۱۹۹۹ تا دسامبر ۲۰۰۱ در وای‌تی‌وی در کانادا و سی‌ای‌تی‌وی در بریتانیا پخش شد، اگرچه سری سوم در بریتانیا پخش نشد. در این سریال، چندین بازیگر مشهور بریتانیایی از جمله استفن فرای، ریک مایال، فیل ژوپیتوس، جین هوراکس، داون فرنچ، جان هرت و ریچارد بریرز ایفای نقش می‌کنند. هرت و بریرز نیز در این فیلم بازی می‌کنند. استفان گیتلی تنظیم جدیدی از «چشمان روشن» آرت گارفانکل را اجرا کرد که در فیلم ۱۹۷۸ گنجانده شد، در حالی که مایک بت (نویسنده «چشمان روشن») و ارکستر فیلارمونیک سلطنتی موسیقی کاملاً جدیدی را ارائه کردند. در سال ۲۰۰۳، آهنگساز مایک بت برای کار خود در این مجموعه نامزد جایزه جمینای برای بهترین موسیقی اصلی برای یک سریال دراماتیک شد.